# Noah Boe-Whitehorn
Noah Boe-Whitehorn, tidligere Danø Whitehorn (født 10. december 1975) er en dansk restaureringsarkitekt og foredragsholder, der arbejder med historiske huse og steder. Bedst kendt er han for den gennemgribende restaurering af Frederik VIII's Palæ på Amalienborg, hvor kronprinsparret og deres fire børn nu bor. Han er uddannet fra Kunstakademiets Arkitektskole og har en Nordisk Master i Arkitektonisk Kulturarv.

## Frederik VIII's palæ
Som kun 31-årig blev Noah Danø-Whitehorn i 2006 sagsarkitekt for den gennemgribende restaurering af Frederik VIII's Palæ på Amalienborg. Også kendt som palæet og hjemmet for Kronpriseparret, nu kommende kongepar fra 14/1.2024.  Projektet fik stor opmærksomhed, ikke alene pga. de royale beboere, men også fordi det markerede et paradigmeskift i tilgangen til restaurering, der ikke tidligere var set i den skala i Danmark. Nye værdibaserede internationale strømninger er tydelige både i argumentationen og det færdige resultat.[kilde mangler]
Restaureringen gennemførtes for det daværende Slots- og Ejendomsstyrelsen (i dag Styrelsen for Slotte & Kulturejendomme) af Arkitema og Erik Einar Holms Tegnestue og modtog i 2010 Europa Nostra-prisen.

## Udsendelser om bygningsbevaring
Noah Danø-Whitehorn er sammen med den aarhusianske restaureringsarkitekt Marcelle Meier og programværten Warny Mandrup i gang med forberedelserne til en programserie i 7 afsnit om bygningsbevaring, der er skemalagt til DR1 i 2013.
I serien er det Noahs opgave at sætte fokus på, hvordan danskerne bedst tager vare på deres bevaringsværdige boliger. Målet er at fortælle, hvilke historier, der gemmer sig i disse gamle huse, og hvordan man bedst bevarer bygningerne og deres særlige byggeskik, når man står over for at skulle modernisere sit hus.
I efteråret 2011 var der prøveoptagelser, og de endelige projekter filmes i 2012.

## Privatliv
Han er gift med landskabsarkitekten Maria Louise Boe og har datteren Pippi (f. 2010).

## Hovedprojekter
- Nyboder, De Gule Stokke, København; restaurering og modernisering (pilotprojekt, forventes afsluttet ultimo 2012)
- Øhavets Restaureringscenter, Ærøskøbing; revitalisering af kulturhistorisk værftsområde (forventes afsluttet ultimo 2012)
- Amalienborg, Frederik VIII's Palæ; ny bolig for DKH Kronprinsparret (afsluttet 2010)
- Levins Gård, Havnegade 29, København; masterplan for restaurering af AAB's hovedsæde (forslag 2009)
- Krøyers Atelier, Bredgade, København (forslag 2008)
- Amalienborg, Christian VIII's Palæ, nye boliger for HKH Prinsesse Bennedikte og HM Dronning Anne-Marie (afsluttet 2007)
- Konkurrence om nye sommerhusbebyggelser (3. præmie 2006)
- Zoologisk Museum, København; ombygning af konserveringen (afsluttet 2006)
- LO-skolen, Helsingør; ombygning og ny tilbygning (afsluttet 2005)